# Bief de Chailly-en-Gâtinais
Pour les articles homonymes, voir Chailly et Gâtinais (homonymie).
Le bief de Chailly-en-Gâtinais est une section du canal d'Orléans comprise entre l’écluse de Rougemont en amont et l’écluse de Chailly-en-Gâtinais en aval. Il fait partie de la première section du canal construite par Robert Mahieu entre 1676 et 1678 entre Vieilles-Maisons-sur-Joudry et Buges.
D’une longueur de 2 530 m, le bief est entièrement situé sur territoire de la commune de Chailly-en-Gâtinais dans la région naturelle française du Gâtinais, le département du Loiret et la région Centre-Val de Loire.

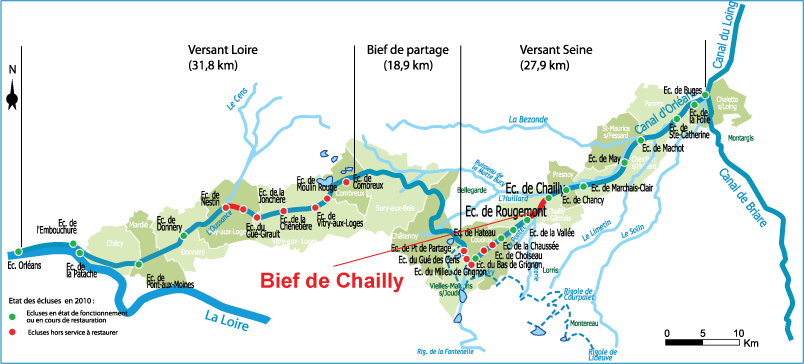
Situation du bief de Chailly-en-Gâtianais sur le canal d’Orléans.

## Historique
Un premier tronçon du canal est creusé par Robert Mahieu  entre Vieilles-Maisons-sur-Joudry et Buges entre 1676 et 1678 et ouvert au transport du bois et du charbon. La construction du bief et de l’écluse de Chailly-en-Gâtinais est réalisée dans cette première phase. La construction du canal jusqu’à la Loire est ensuite entreprise de 1681 à 1687 et est inaugurée en 1692.
De 1692 à 1793 le canal est en plein essor. De 1 500 à 2 000 bateaux remontent par an la Loire depuis Nantes pour gagner Paris. En 1793 le canal devient bien national. De 1807 à 1860, il est géré par une société privée, la Compagnie des canaux d’Orléans et du Loing, puis en 1863 sa gestion est confiée aux Ponts et Chaussées pour 91 ans.
De 1908 à 1921, alors que le trafic de marchandises par voie fluviale est en pleine régression, des travaux prolongation du canal entre Combleux et Orléans sont entrepris. Avec l’extinction complète du trafic, le canal est déclassé en 1954 des voies navigables et entre dans le domaine privé de l’État français.
En 1978 est créé le Syndicat mixte de gestion du canal d'Orléans, qui a pour objet la gestion, la promotion et l’animation de l’ensemble du domaine du canal. En 1984, le département du Loiret prend la gestion du domaine pour 50 ans, laissant au syndicat la gestion courante du domaine, qui reste toujours propriété de l’État.

## Bief de Chailly

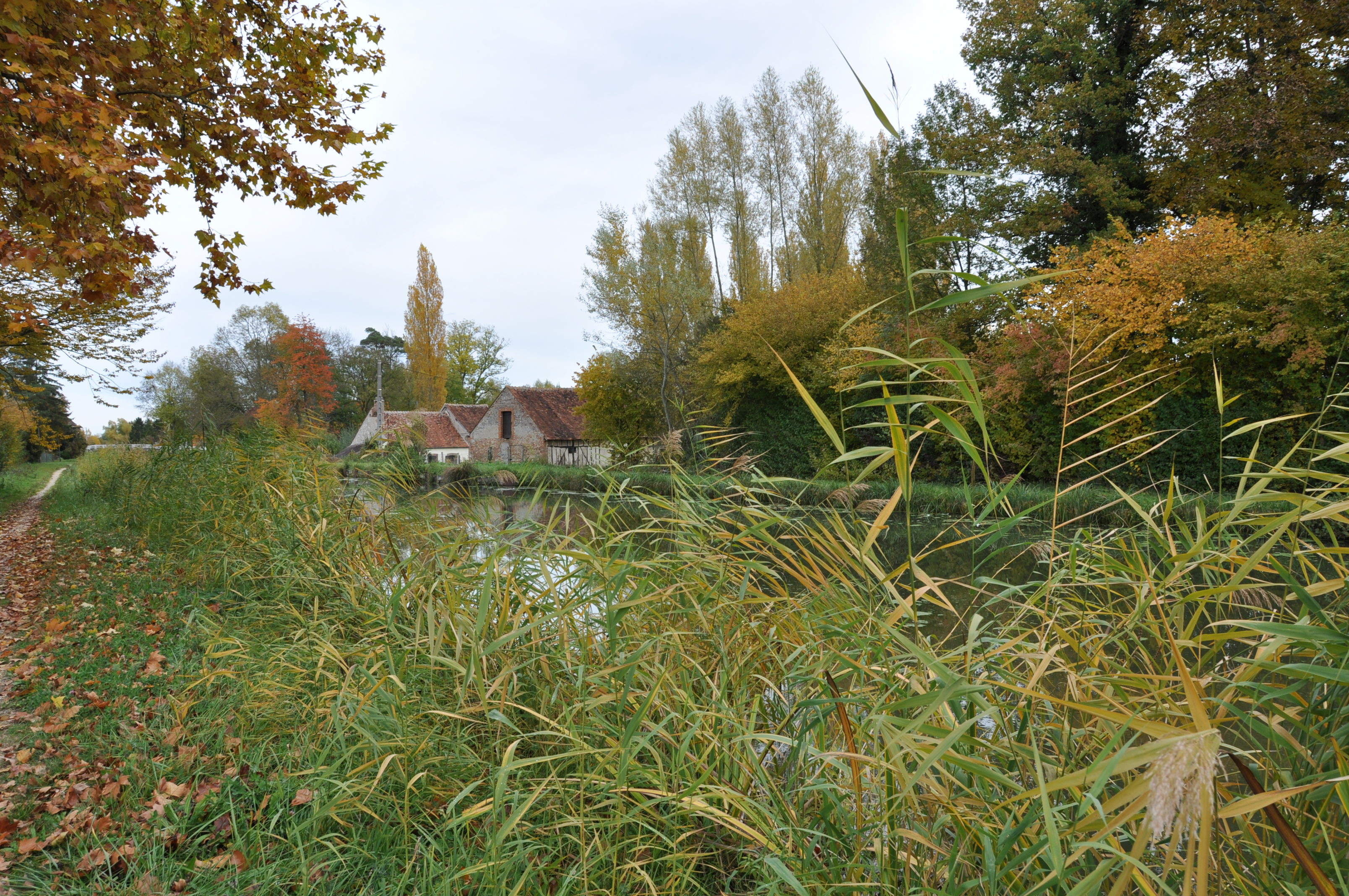
Le canal à Chailly en Gatinais.

### Descriptif
Le bief de Chailly s’étend sur une longueur de 2 530 m entre l’écluse de Rougemont en amont et l’écluse de Chailly en aval.
Le bief ne dispose pas d’aire de retournement permettant d'envisager un retournement aisé pour la plupart des bateaux de plaisance.

### Travaux de réhabilitation du canal
Dans le cadre du projet de restauration du canal, des travaux de curage des fonds du bief et de protection des berges sont nécessaires.

#### Curage
Les exigences liées à la remise en navigation du canal imposent le gabarit suivant sur le canal : une hauteur d’eau minimale de 1,40 mètre, correspondant à un tirant d'eau de 1,20 et 0,20 m de pied de pilote et une largeur de canal en plafond de 8 m au moins. Ceci conduira à réaliser des travaux de curage des fonds des biefs pour libérer le tirant d’eau nécessaire aux bateaux. Sur le bief de Chailly, un volume total de l’ordre de 15 118 m³ de vases est à curer, soit, pour une longueur de bief curable de 2 475 m, un volume moyen de l’ordre de 6,1 m3/ml.

#### Protections de berges
Un total de 1 280 m de berges naturelles sont à protéger dans le cadre du projet de réhabilitation du canal, pour un coût estimé en 2009 à 192 000 euros hors taxes.

## Écluse de Chailly-en-Gâtinais
Longueur sas : 31,70 m
Largeur sas : 5 m
Cote bief amont : 99.71
Cote bief aval : 98.01
Cote bajoyer : 100.36
L’écluse de Chailly-en-Gâtinais présente une longueur de sas de 31,70 m, pour une largeur de 5 m. Les cotes de Nivellement général de la France (NGF) des différents éléments caractéristiques de l’écluse sont les suivantes : bief amont : 99,71, bief aval : 98,01, arase supérieure du bajoyer : 100,36. La hauteur de chute est donc de 1,70 m.
L’écluse de Chailly-en-Gâtinais est fonctionnelle. Elle a été réparée en 2008. Les travaux, mené pour un coût égal à 179 000 euros ont consisté en :
- Remplacement des portes et de leurs systèmes de fermeture (superstructure en bois en partie supérieure, battants métalliques en partie basse, ouverture à l’aide de tirants ou de bras de levier, portes amont équipées de vannes ou vantelles pour le remplissage de l’écluse, idem aval pour vidange) ;
- Possibilité de rehausser les portes en période d’étiage à l’aide de planches escamotables ;
- Nettoyage des bajoyers et rejointoiement des pierres de taille ;
- Pose d’une échelle permettant la descente dans le sas ;
- Mise en place d’une échelle hydrographique en amont et en aval de l’écluse.

## Pour approfondir